# The Remedy
The Remedy – siódmy studyjny album amerykańskiego zespołu Jagged Edge. Został wydany 21 czerwca, 2011 roku. Jedynym gościem na płycie był raper Rick Ross. Album debiutował na 35. miejscu notowania Billboard 200.

## Lista utworów
1. "Intro"
2. "Love On You"
3. "Baby"
4. "Flow Through My Veins"
5. "My Girl"
6. "I Need A Woman"
7. "Lipstick" (featuring Rick Ross)
8. "Space Ship"
9. "Lay You Down"
10. "Let's Make Love"
11. "When the Bed Shakes"
12. "Mr. Wrong"
13. "Never Meant To Lead You On" (iTunes bonus track)